# Daniel Kivelson
Daniel Kivelson (* 11. Juli 1929 in New York City; † 23. Januar 2003 in Los Angeles, Kalifornien) war ein US-amerikanischer Chemiker und Professor an der University of California, Los Angeles.

## Wissenschaftliche Laufbahn
1945 begann Kivelson an der Harvard University in Cambridge (Massachusetts) seine Studien. Seinen Bachelor-Abschluss machte er 1949, seine Promotion legte er 1953 bei Edgar Bright Wilson mit der Arbeit Problems in molecular spectroscopy ab.
Nach einer zweijährigen Tätigkeit als Dozent (instructor) am Massachusetts Institute of Technology in Cambridge kam Kivelson 1955 zur UCLA nach Los Angeles. Auch hier bekleidete er zunächst eine Dozentenstelle, bevor er auf eine Professur berufen wurde. Kivelson war auch in Universitätsgremien als Vorsitzender des Fachbereichs (1975–1978) und des Senats (1978–1979) aktiv. 1961 wurde er Sloan Research Fellow und 1976 Fellow der American Physical Society.
Im Jahr 2000 trat Daniel Kivelson in den Ruhestand.

## Auszeichnungen
1999 wurde Kivelson mit dem Irving Langmuir Prize in Chemical Physics der American Physical Society ausgezeichnet.

## Privatleben
Daniel Kivelson war mit der Astrophysikerin Margaret Kivelson verheiratet, die Professorin an der University of California ist. Aus dieser Ehe sind eine Tochter, Valerie Kivelson, und ein Sohn, Steven Kivelson, hervorgegangen. Valerie ist Professorin für Geschichte an der University of Michigan und Steven ist Professor für Physik an der Stanford University.